# Roger Daltrey
Roger Harry Daltrey, CBE (Londen, 1 maart 1944) is een Engels popmuzikant en is voornamelijk bekend als medeoprichter en leadzanger van de rockband The Who. Daltrey heeft ook geprobeerd om een solocarrière op te bouwen, maar deze was minder succesvol. Eveneens heeft hij geacteerd in een flink aantal films en theaters.

## Biografie

### Vroege jaren
Roger Daltrey werd geboren in Hammersmith, een wijk in West-Londen. Dit was ongeveer in dezelfde buurt die ook mede Who-leden Pete Townshend en John Entwistle voortbracht. Hij had vrij goede resultaten op school, waardoor hij bij de besten van zijn klas behoorde en door kon stromen naar de middelbare school. Zijn ouders, Harry en Irene, hoopten dat hij ooit aan een universiteit zou gaan studeren. Helaas voor hen echter overtrad hij vaak de regels en was leren niet het doel van de zelfbenoemde "school rebel".

### Vroege muziekcarrière
Hij maakte zijn eerste gitaar zelf, van een stuk hout en richtte een band op, genaamd The Detours. Toen zijn vader in 1959 een (Epiphone-)gitaar voor hem kocht, werd hij leadgitarist van de band. Snel daarna werd hij, door zijn grote interesse in de rock-'n-roll (en zijn wangedrag op school), van school gestuurd. Om toch wat geld te verdienen, werd hij werkzaam in de metaalindustrie, terwijl hij bleef oefenen op zijn gitaar en met zijn bandje optrad op trouwerijen en in pubs. In die tijd was Daltrey leadgitarist, Pete Townshend rythmgitarist, John Entwistle basgitarist, Doug Sandom drummer en Colin Dawson de leadzanger. Toen laatstgenoemde uit de band gezet werd, switchte Daltrey naar zang en Townshend naar leadgitaar. De vele snijwonden die Daltrey bij zijn fabrieksarbeid opliep maakten het vlotte soleren verder onmogelijk. Hij zou dan ook het instrument pas weer oppakken bij de latere Who-reünies.
Daltrey was in die tijd de bandleider. Dit was hij vooral door de reputatie die hij had opgebouwd door het gebruiken van zijn vuisten om het een en ander te bereiken. Hij kon blijkbaar aardig vechten, ondanks zijn kleine postuur. Roger Daltrey werd zelfs bijna uit de band gezet omdat hij zijn vuisten te veel gebruikte. Hij was vooral degene die de muziek selecteerde die zij zouden spelen. Ze speelden vooral songs van The Beatles, sommige Motown-artiesten, James Brown en andere rockartiesten. In 1964 hielp hij mee een nieuwe naam voor de band te verzinnen. Deze werd voorgesteld door een kamergenoot van Pete Townshend: Richard Barnes. De naam luidde: "The Who".

### The Who
Toen The Who in 1965 haar eerste platencontract in de wacht sleepte met haar single "I Can't Explain", begon Townshend andere muziek te schrijven en begon de dominantie van Daltrey verder af te nemen. (Hun tweede single, "Anyway, Anyhow, Anywhere", was de enige song waarin Daltrey en Townshend samenwerkten.) Terwijl Townshend zich ontwikkelde tot een van de beste componisten in de rockwereld, was Daltreys zang het instrument waarmee Townshends visies werden verspreid en kreeg Daltrey zelf een reputatie als een onvergelijkbaar sterke vocalist. Zijn aparte gewoonte om op het podium zijn microfoon als een lasso rond te zwaaien werd een wereldwijd icoon voor hem en zijn uitbundige zangkunsten.
Daltreys expressie van jeugdige woede, frustratie en arrogantie in de single My Generation legde de revolutionaire sfeer van de 1960-1969 vast voor veel jongeren over de gehele wereld en werd het handelsmerk van de band. Later werd zijn schreeuw aan het eind van Won't Get Fooled Again een belangrijk moment voor de band.
Toen The Who midden in hun succesperiode zat, bleek dat Daltrey vaak de andere leden moest beschermen tegen het gebruik van drugs en alcohol, omdat hij (terecht) meende dat het hen (en de band) zou vernietigen. Zo heeft hij ooit de pillen van drummer Keith Moon door de wc gespoeld en toen Moon protesteerde, hem met één vuistslag knock-out geslagen.
In oktober van het jaar 1973 ontstond er veel frictie tussen Daltrey en Pete Townshend. Dit was vooral te wijten aan het feit dat Daltrey enigermate succes boekte met zijn solocarrière en dat Townshend terneergeslagen was door de flop van Lifehouse en het maken van Quadrophenia. Omdat er zoveel spanningen waren tussen de twee, heeft Townshend tijdens een opnamesessie Daltrey met zijn gitaar op zijn hoofd geslagen na Daltreys geringschattende commentaar op de opnametechniek van Quadrophenia, waardoor zijn stem niet optimaal klonk. Daltrey reageerde hierop door Townshend - weer met één enkele hoek - bewusteloos te meppen, later gememoreerd in het nummer Goodbye, Sister Disco.
Bij alles wat The Who bereikt had (zoals de rockopera Tommy, de albums Who's Next, en Quadrophenia), was Daltrey het gezicht en de stem van de band, terwijl ze zich ontpoppen als vier mensen die zich afzetten tegen de vroegere generatie. De stem van Daltrey was in het begin erg beïnvloed door Howlin' Wolf en James Brown, ging met nummers als Tattoo en Pictures of Lily bijna een octaaf omhoog, en om de dramatiek van Tommy en het Wagneriaans aandoende Quadrophenia vorm te geven werd het uiteindelijk een soort ruige heldentenor. Daltrey zelf, die volgens Marc Bolan nooit vals zong, noemt het "voice-acting". De altijd gebruinde en fitte zanger met het tot de schouders vallende gekrulde haar is het prototype van de rockzanger geweest, met vocalisten als David Coverdale, Robert Plant, Jon Bon Jovi en Eddie Vedder in zijn voetspoor.
Daltrey verzorgde op 12 augustus 2012 met The Who een optreden tijdens de sluitingsceremonie van de Olympische Spelen in Londen.

### Acteur
Daltrey heeft gespeeld in zo'n 30 films, waaronder de grote rollen in: McVicar, als een gewapende Britse dief die in journalist John McVicar verandert; Tommy, als "deaf, dumb and blind kid" (doofstom en blind kind) Tommy Walker, waar hij in de categorie 'Beste Debuut' werd genomineerd voor een Golden Globe; en Lisztomania, als de Hongaarse componist Franz Liszt.
In het theater heeft hij gespeeld in: The Wizard of Oz (als de tinnen man), A Christmas Carol (als Scrooge), en in een BBC Radio 2 productie van Jesus Christ Superstar (als Judas).
In 1986 speelde hij in de televisieserie Buddy, in 1999-2000 in Rude Awakening.
Daltrey speelde ook nog eens een behoorlijk aantal tv-rolletjes, en speelde een tweeling in een Shakespeare-productie.
Daltrey heeft als producer van een al jarenlang geplande filmbiografie van Keith Moon de komiek Mike Myers gerekruteerd voor de hoofdrol.
Daltrey speelde in de serie Highlander de onsterfelijke Hugh Fitzcairn, een van de beste vrienden van hoofdpersoon Duncan McLeod.

### Personages
- Lisztomania (Franz Liszt), 1975
- Legacy (Clive Jackson), 1975
- Tommy (Tommy Walker), 1975
- The Legacy (Clive), 1978
- McVicar (John McVicar), ook producent, 1980
- Murder: Ultimate Grounds for Divorce, 1985
- The Little Match Girl (Jeb Macklin), 1987
- Mack the Knife (Street Singer), 1989
- Cold Justice (Keith Gibson), 1989
- Buddy's Song (Terry Clark); also Music Score Composer, Producer, 1991
- If Looks Could Kill (Blade), 1991
- Lightning Jack (John T. Coles), 1994
- Vampirella (Vlad), 1996
- Like It Is (Kelvin), 1998
- Dark Prince: The True Story of Dracula (King Janos), 2000
- Best (Rodney Marsh), 2000
- Chasing Destiny (Nehemiah Peoples), 2001
- .com for Murder (Ben), 2002

## Discografie

### Solo

#### Albums
- Daltrey (1973)
- Ride a rock horse (1975)
- Lisztomania (1975)
- One of the boys (1977)
- McVicar (1980)
- Parting should be painless (1984)
- Under a raging moon (1985)
- Can't wait to see the movie (1987)
- Daltrey Rocks in the Head (1992)
- As Long as I Have You (2018)

#### Hitsingles
- Giving It All Away (#5 UK, #5 NL), 1973
- I'm Free (#13 UK), 1973
- Say It Ain't So Joe (#20 NL), 1977
- Without Your Love (#2 NL, #20 US), 1980
- Free Me (#39 UK), 1980
- Walking in My Sleep (#40 NL), 1984

Verder heeft hij het liedje Don't Let the Sun Go Down on Me van Elton John gecoverd, deze versie kan gevonden worden op de soundtrack van The Lost Boys.

### NPO Radio 2 Top 2000
| Nummers met noteringen in de NPO Radio 2 Top 2000 | '99  | '00  | '01  | '02  | '03  | '04  | '05  | '06  | '07  | '08  | '09  | '10  | '11  | '12  |
| ------------------------------------------------- | ---- | ---- | ---- | ---- | ---- | ---- | ---- | ---- | ---- | ---- | ---- | ---- | ---- | ---- |
| Giving It All Away                                | -    | 826  | 1253 | 1332 | 1139 | 1423 | 1423 | 1630 | 1768 | 1506 | 1588 | 1802 | 1859 | 1889 |
| Say It Ain't So, Joe                              | -    | -    | -    | -    | 1876 | -    | 1972 | -    | -    | -    | -    | -    | -    | -    |
| Without Your Love                                 | 1263 | 1052 | 1182 | 1536 | 1273 | 1508 | 1255 | 1359 | 1875 | 1452 | 1647 | 1771 | 1960 | -    |

1. ↑  Een '-' betekent dat het nummer niet was genoteerd en een vetgedrukt getal geeft de hoogste notering van een nummer aan.
2. ↑  Deze tabel is bijgewerkt tot en met de meest recente editie (2024).

## Onderscheiding
Op een lijst, gepubliceerd op 31 december 2004, werd hij onderscheiden met de benoeming tot Commandeur in de Orde van het Britse Rijk, vanwege zijn verdienste voor de muziek, het entertainment en het steunen van goede doelen (zoals het Teenage Cancer Trust kankerfonds).

## Persoonlijk leven
Daltrey is twee keer getrouwd: met zijn eerste vrouw (Jacqueline) heeft hij een zoon. Met zijn huidige vrouw, voormalig model Heather Taylor, heeft Daltrey twee dochters en één zoon. Daarnaast heeft hij kinderen uit buitenechtelijke relaties.